# Les Furies
Pour plus de détails, voir Fiche technique et Distribution.
Les Furies (The Furies) est un film américain réalisé par Anthony Mann, sorti en 1950.

## Synopsis
Dans le Territoire du Nouveau-Mexique, au XIXe siècle, Temple Jeffords est un riche propriétaire terrien régnant sur l'immense domaine « Les Furies ». Sa fille Vance est destinée à hériter de la propriété. Un jour son père revient d'un voyage à San Francisco accompagné de Flo Burnett, sa première idylle sérieuse depuis son long veuvage. Il la demande en mariage, et Flo s'installe dans la demeure.
La future Mme Jeffords intrigue pour gérer le domaine à sa guise, de manière intéressée. Elle annonce à Vance qu'elle ne gérera plus l'entreprise familiale auprès de son père. Cette dernière s'inquiète pour son héritage et refuse d'être évincée. Au cours d’une dispute Vance va défigurer Flo en lui lançant une paire de ciseaux. Temple chasse sa fille du domaine, puis fait pendre Juan Herrera, l’ami d’enfance de Vance (en qualifiant de vol, la possession d'un cheval du domaine, en fait pris par tradition). La fille chassée jure de se venger, et intrigue pour déposséder son père fortement endetté, avec l’aide de Rip Darrow, un directeur de banque dont elle tombe amoureuse, et qui n'est autre qu'un membre de la famille voisine et ennemie des Jeffords. 

## Fiche technique
- Titre original : The Furies
- Titre français : Les Furies
- Réalisation : Anthony Mann

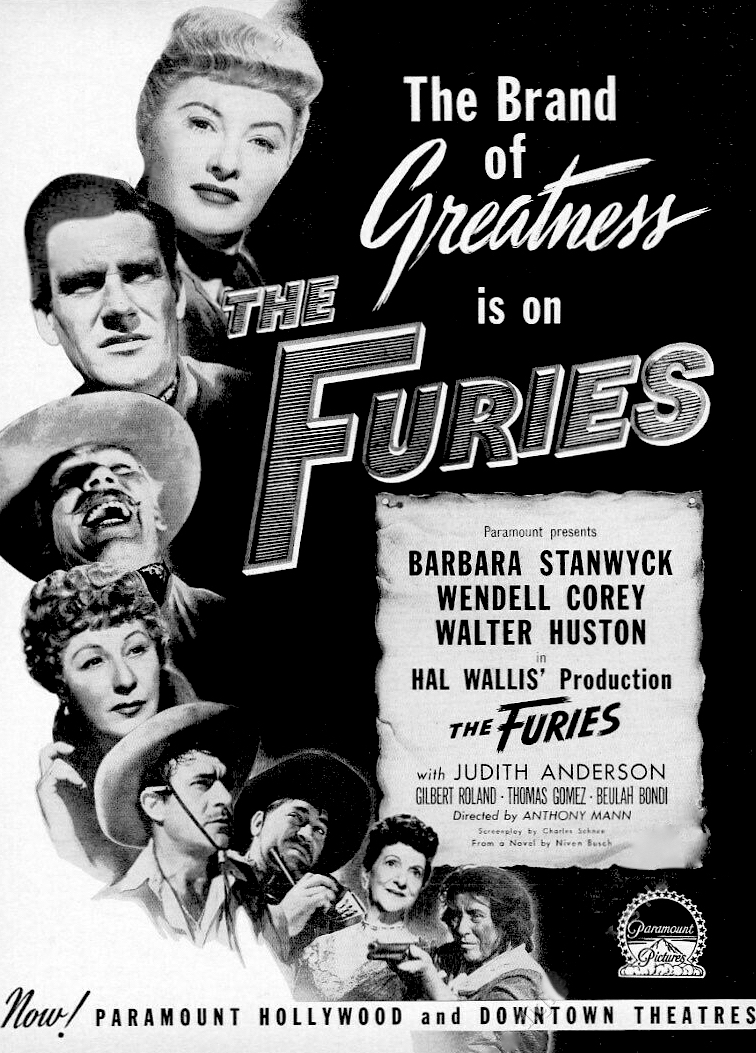
Affiche originale du film.

- Scénario : Charles Schnee d'après le roman The Furies de Niven Busch
- Direction artistique : Henry Bumstead et Hans Dreier
- Décors : Sam Comer et Bertram C. Granger
- Costumes : Edith Head
- Photographie : Victor Milner
- Son : Hugo Grenzbach, Walter Oberst
- Effets visuels : Farciot Edouart et Gordon Jennings
- Montage : Archie Marshek
- Musique : Franz Waxman
- Production : Hal B. Wallis
- Société de production : Hal Wallis Productions
- Société de distribution : Paramount Pictures
- Pays d'origine :  États-Unis
- Langue originale : anglais
- Format : noir et blanc — 35 mm — 1,37:1 — son mono (Western Electric Recording)
- Genre : western
- Durée : 109 minutes
- Date de sortie : 
  - États-Unis : 21 juillet 1950, première à Tucson (Arizona)
  - France : 28 mars 1951

## Distribution
- Barbara Stanwyck (VF : Lita Recio) : Vance Jeffords
- Walter Huston (VF : Jean Mauclair) : Temple C. Jeffords
- Judith Anderson (VF : Marie Francey) : Flo Burnett
- Wendell Corey (VF : Jean-Henri Chambois) : Rip Darrow
- Gilbert Roland (VF : Stéphane Audel) : Juan Herrera
- Thomas Gomez (VF : Georges Chamarat) : El Tigre
- Wallace Ford (VF : Camille Guérini) : Scotty Hyslip
- John Bromfield (VF : Claude Bertrand): Clay Jeffords
- Albert Dekker (VF : Richard Francoeur) : Reynolds, le représentant de la «Anaheim Bank»
- Charles Evans (VF : Christian Argentin) : Anaheim père
- Beulah Bondi (VF : Madeleine Geoffroy) : Mme Anaheim
- Craig Kelly (VF : Michel André) : Anaheim fils
- Frank Ferguson : le docteur Grieve
- Louis Jean Heydt : Bailey, le courtier
- Movita Castaneda (créditée Movita Casteneda) : Chiquita
- Blanche Yurka (VF : Germaine Kerjean) : mama Herrera
- Pepe Hern (non crédité) : Feliz Herrera
- Lou Steele (en) (non crédité) : Aguirre Herrera
- Myrna Dell (en) (VF : Madeleine Briny) : Dallas Hart
- Arthur Hunnicutt (non crédité) : un cowboy employé par T.C. Jeffords
- Rosemary Pettit (non créditée) : Carol Ann, l'épouse de Clay Jeffords
- Jane Novak (non créditée) : une invitée

## Chansons du film
- The Great T. C. Roundup : paroles et musique de Jay Livingston et Ray Evans
- Ben Bolt (ou Oh! Don't You Remember) : musique de Nelson Kneass, paroles de Thomas Dunn English
- Trail to Mexico : chanson traditionnelle

## Récompenses et distinctions
- Oscars 1951 : nomination de Victor Milner pour l'Oscar de la meilleure photographie en noir et blanc.